# Stadtbrand von Tirschenreuth 1814

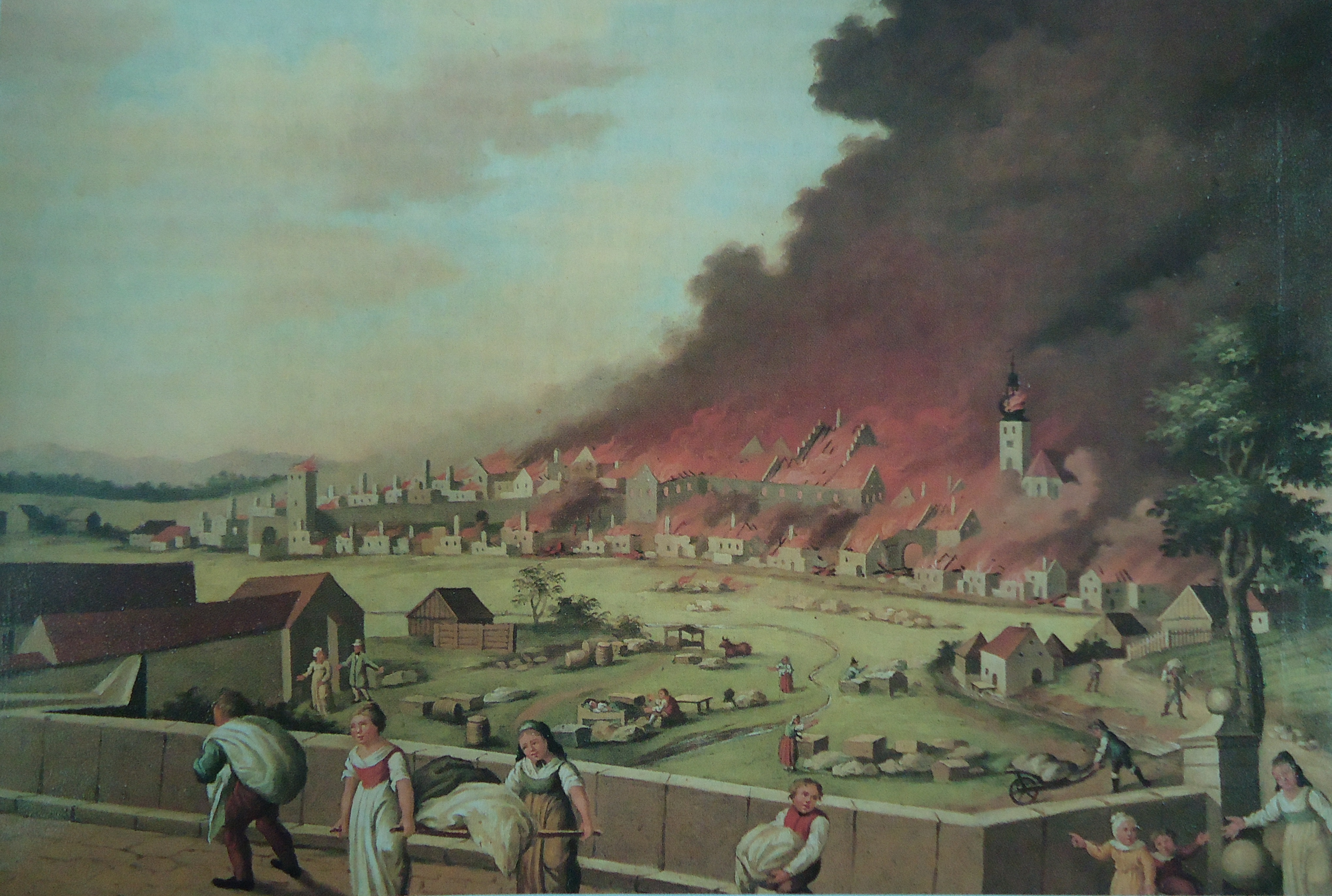
Stadtbrand am 30. Juli 1814

Der Stadtbrand von Tirschenreuth 1814 war ein Stadtbrand, der nahezu die gesamte bayerische Stadt Tirschenreuth zerstörte. Er ereignete sich am 30. Juli 1814 und war nach dem Einfall schwedischer Truppen während des Dreißigjährigen Krieges die schlimmste Katastrophe für die Stadt.

## Verlauf
Das Feuer wurde zwischen neun und zehn Uhr vormittags in der Scheune des Zeugmachers Joseph Scherbaum entdeckt. Innerhalb kurzer Zeit breitete sich das Feuer vom Haus des Schmieds auf die Nachbarhäuser aus. Nachdem das Feuer vier Stunden lang gewütet hatte, war die Stadt vollständig zerstört. Nur der Pfarrhof, drei benachbarte kleine Häuser und die Hälfte der Stadtpfarrkirche Mariä Himmelfahrt sowie der außerhalb der Stadt gelegene Fischhof blieben erhalten.
Vom Feuer wurden in der Stadt insgesamt 948 Gebäude zerstört, davon 317 Haupt- und 631 Nebengebäude. Begünstigt wurde die schnelle Ausbreitung des Feuers durch die enge Bebauung und die schmalen Gassen, da die Stadtmauer auf der einen Seite und die beiden Stadtteiche auf der anderen Seite, die die Stadt umgeben hatten und erst einige Jahre zuvor trockengelegt wurden, der großflächigen Ausbreitung Grenzen gesetzt hätten.

„Namenloses Elend brachte das Jahr 1814 über die Stadt Tirschenreuth. Denn am 30 Juli Vormittags gegen 10 Uhr ertönte plötzlich die Feuerglocke. In einem Eckhause der untern Stadt war, wie man allgemein sagte, aus Unvorsichtigkeit in der Kohlen- oder Holzkammer eines Zeugmachers Feuer ausgebrochen, welches in wenigen Minuten mit solch verheerender Gewalt um sich griff, daß die angränzenden Gebäude nach vier Seiten hin in vollen Flammen standen. An eine Rettung war nicht mehr zu denken, da die meisten Häuser größtentheils aus Holz gebaut und mit Schindeldächern versehen waren. Dazu kam noch, daß die Einwohner voll Schrecken und Verwirrung nur auf Rettung ihrer Habseligkeiten bedacht waren, und daß daher den immer weiter um sich greifenden Flammen, die auch noch durch die Wucht des Windes mehr und mehr angefacht wurden, der nöthige Widerstand nicht geleistet werden konnte. Im schnellen Laufe eilte das Feuer von Dach zu Dach, von Haus zu Haus, und in 3–4 Stunden lag die ganze Stadt in Schutt und Asche. Nur drei größere Häuser in der Nähe der Kirche, darunter auch der Pfarrhof, nebst einigen ärmlichen Häuschen auf dem sogenannten untern Graben wurden von den Flammen verschont. Es war ein entsetzlicher Anblick, als das gefrässige Feuer mit unersättlicher Wuth die Spitze des Kirchthurmes und den Dachstuhl der schönen Pfarrkirche ergriff.“

## Folgen
Für das Stadtbild von Tirschenreuth war dieses Ereignis folgenschwer. Deshalb erließ am 26. Oktober 1814 der König von Bayern eine Bekanntmachung, in der zu einer freiwilligen Kollekte für die Opfer der Brandkatastrophe aufgerufen wurde. In München fand diese am 6. Januar 1815 „in den sämtlichen hiesigen Kirchen statt“.
Beim Wiederaufbau verzichtete man auf die Giebelfronten der Häuser am Marktplatz, und auch das Rathaus wurde ohne Staffelgiebel und Dachreiter errichtet. Vom Wiederaufbau des Tirschenreuther Schlosses sah man gänzlich ab. Dem Stadtbrand folgte in den Jahren darauf eine Hungersnot.
Am 28. Januar 1819 feierte die Stadt ihre Wiedererbauung nach dem Stadtbrand. Die Kollekte im gesamten Königreich trug rund 42.000 Gulden zusammen, der bayerische König Maximilian I. Joseph spendete 1000 Gulden von seinem Vermögen und nochmals 12.000 Baumstämme aus königlichem Forst für den Wiederaufbau.